# Прогностика
Прогно́стика — наука для передбачення майбутнього. Філософія ставить дві проблеми прогнозування (футурології): перша — майбутнє не існує як об'єкт, друга — прогнозування як дослідження тенденцій розвитку буття — не є наука. У той же час будь-яка теорія, будь-яка форма суспільної свідомості припускає роздуми про майбутнє, без надії на майбутнє немає сенсу сьогодення.
Прогнозування і планування — одна з основних функцій менеджменту. Для прогнозування використовують статистичні методи і методи на основі експертних оцінок.
Прогностику як науку розробляє громадська Міжнародна академія досліджень майбутнього.
Ось як викладають проблеми і підходи прогностики В. Х. Арутюнов і В. М. Свінціцький у своїй книзі «Філософія глобальних проблем сучасності» / Навч. посібник. — К.: КНЕУ, 2003. — 90 c.
Слово «прогноз» грецького походження і перекладається на українську як передбачення. Від нього взяла свою назву наука про закони і методи прогнозування — прогностика. У сучасному термінологічному словнику прогностики є деякі відмінності між поняттями «передбачення» і «прогнозування». З погляду логіки передбачення — це родове поняття, яке відбиває знання про майбутнє. Термін «прогнозування» — видове поняття, що відображає кількісні характеристики знання про майбутній стан певних систем. Поняття «пророцтво» теж видове відносно до «передбачення», але воно характеризує знання про майбутнє, одержані від пророків — людей з Божим даром. Трохи відрізняється за змістом від «пророцтва» ще одне видове поняття — «провіщення», воно має дещо чаклунський відтінок. Є ще одне слово — «передрікання», котре як видове поняття віддзеркалює наукові знання про майбутнє, що характеризують якісні характеристики об'єктів прогнозування.
Однією з найважливіших функцій прогностики є своєчасне інформування широких верств громадськості про проблеми, які можуть виникнути в окремій країні або перед усім людством, про шляхи досягнення певних цілей соціально-економічного, екологічного і політичного розвитку. На думку І. В. Бестужева-Лади, прогнози можуть і повинні передувати планам, програмам, управлінським рішенням, мають оцінювати хід, а головно, наслідки виконання чи невиконання планів і управлінських рішень.
Не є випадковим, що прогностика, як і глобалістика, сформувалась у 70 рр. XX ст. Саме цього часу розпочався так званий футурологічний бум, тобто були створені численні державні і недержавні інститути, установи, центри з метою розроблення соціально-економічних, науково-технічних, демографічних, екологічних, військово-політичних прогнозів.
Серед перших дослідників проблем майбутнього були і представники української науки О. М. Гончаренко, Г. М. Добров, Є. С. Жаріков, В. І. Куценко, В. В. Косолапов, В. О. Лисичкін та ін.
У Росії прогностична проблематика опрацьована в численних працях Е. А. Араб-Огли, І. В. Бестужева-Лади, Д. М. Гвішиані, І. Т. Фролова, Г. Х. Шахназарова та інших дослідників. З-поміж західних футурологів найбільш відомі Д. Белл, Т. Дж. Гордон, Г. Кан, Дж. Мартіно, Ф. С. Парді, Г. Тейл, О. Хелмер, Е. Янч та ін.
Між прогностикою і футурологією існує різниця. Прогностику частіше відносять до суто наукового знання, а футурологію пов'язують не тільки з науковими прогнозами, а й з пророцтвами, науковою фантастикою, утопіями й антиутопіями. Відмінність між прогностикою і футурологією має, скоріше, ідеологічне й емоційне підґрунтя, ніж сутнісне, бо західні дослідники проблем майбутнього, як правило, називали себе футурологами, а «східні» (у тому числі радянські) — прогнозистами. Але визначення об'єкта дослідження в них збігалося. На підставі широкого застосування старих і розроблення нових методів формування ймовірнісної інформації про майбутнє прогностика розглядає і вивчає можливі альтернативні варіанти майбутнього і намагається з'ясувати:
- по-перше, межі можливого вибору;
- по-друге, наслідки кожного окремого вибору;
- по-третє, потенційні можливості появи нових «несподіваних» проблем об'єкта прогнозування на певний період майбутнього. Кінцевою метою такого прогнозу є визначення перспективних проблем;
- по-четверте, суперечності, конфлікти і кризи, можливі в процесі розвитку людства, науки, техніки, суспільства.